# Two Evil Eyes
Two Evil Eyes (em italiano:  Due occhi diabolici; no Brasil: Dois Olhos Satânicos) é um filme ítalo-estadunidense de 1990, dos gêneros terror e fantasia, dirigido por Dario Argento e George A. Romero, com roteiro de Franco Ferrini e dos próprios diretores baseado em vários contos de Edgar Allan Poe.

## Sinopse
Segmento The Facts in the Case of Mr. Valdemar: Jéssica Valdemar e seu amante planejam manter Ernest Valdemar, o marido moribundo de Jessica, sob hipnose para que ele assine os documentos que passam toda sua fortuna para ela. Após assinar os papéis, Ernest morre ainda sob hipnose e fica preso no limbo entre o mundo dos vivos e dos mortos e volta para reivindicar sua fortuna.
Segmento The Black Cat: Roderick Usher é um fotógrafo forense que não gosta muito da ideia de sua namorada, Annabelle, ter levado um gato de rua para casa. Às escondidas, ele livra-se do gato somente para descobrir que o bichano não largará seu pé tão facilmente. 

## Elenco
- Adrienne Barbeau ... Jessica Valdemar (segmento "The Facts in the Case of Mr. Valdemar")
- Ramy Zada ... Dr. Robert Hoffman (segmento "The Facts in the Case of Mr. Valdemar")
- Bingo O'Malley ... Ernest Valdemar (segmento "The Facts in the Case of Mr. Valdemar")
- Jeff Howell ... Policean (segmento "The Facts in the Case of Mr. Valdemar")
- E. G. Marshall ... Steven Pike (segmento "The Facts in the Case of Mr. Valdemar")
- Harvey Keitel ... Roderick Usher (segmento "The Black Cat")
- Madeleine Potter ... Annabel (segmento "The Black Cat")
- John Amos ... Det. Legrand (segmento "The Black Cat")
- Sally Kirkland ... Eleonora ("The Black Cat")
- Kim Hunter ... Mrs. Pym (segmento "The Black Cat")
- Holter Graham ... Christian (segmento "The Black Cat") (as Holter Ford Graham)
- Martin Balsam ... Mr. Pym (segmento "The Black Cat")
- Chuck Aber ... Mr. Pratt (segmento "The Facts in the Case of Mr. Valdemar")
- Jonathan Adams ... Hammer (segmento "The Facts in the Case of Mr. Valdemar")
- Tom Atkins ... Det. Grogan (segmento "The Facts in the Case of Mr. Valdemar")
- Tom Savini	... The Monomaniac (segmento "The Black Cat") (não creditado)